# Полярное плато
Поля́рное плато́ — равнинная поверхность ледникового щита, расположенного в Восточной Антарктиде, в центре которого находится Южный полюс.
Высота плато достигает 2500—3000 м. Толщина ледникового покрова колеблется в пределах от 1500 до 3000 м. Средняя годовая температура составляет около −50 °С.
Впервые в районе Полярного плато побывала английская экспедиция Эрнеста Шеклтона в январе 1909 года. В конце 1911 — начале 1912 центральной части плато достигли экспедиции Руаля Амундсена и Роберта Скотта. С января 1957 года на Южном полюсе действует научная станция США Амундсен-Скотт.